# Ctenosaura hemilopha
Espèce
Synonymes
- Cyclura hemilopha Cope, 1863
- Ctenosaura interrupta Bocourt, 1882
- Ctenosaura hemilopha interrupta Bocourt, 1882
- Ctenosaura insulana Dickerson, 1919

Ctenosaura hemilopha, l'Iguane à queue épineuse du Cap, est une espèce de sauriens de la famille des Iguanidae.

## Répartition
Cette espèce est endémique de Basse-Californie du Sud au Mexique. Elle se rencontre dans le sud de la péninsule de Basse-Californie et sur l'île Jacques Cousteau.

## Description
Les mâles peuvent atteindre une longueur de un mètre, alors que les femelles sont généralement 30 % plus petites avec 70 cm. En plus de leur taille, les mâles se distinguent des femelles par une gorge plus développée et une crête dorsale composée de grandes épines dorsales. 
Cet iguane a une coloration jaune ou verte lorsqu'il est jeune qui devient gris blanchâtre lorsqu'il prend de l'âge. Lorsqu'il arrive à l'âge adulte, il peut devenir blanc ou gris clair avec des chevrons noirs, en fonction des conditions de température ou lorsque l'animal est en colère. 

## Alimentation
Cet iguane est arboricole et principalement herbivore, mais il peut être carnivore opportuniste, se nourrissant de fleurs, de feuilles, de tiges, de fruits, de cactus comme l'espèce Jatropha cuneata buissonnant et le grêle Solanum hindsianum. Opportunistes, ils peuvent aussi manger de petits animaux, des œufs et des arthropodes.

## Éthologie
Cet iguane fait son nid dans les anciens nids de pics dans les colonnes des cactus géants ou dans d'autres cavités d'arbres. Les facteurs les plus importants qui déterminent le choix des cactus sont l'existence d'autres trous, et la hauteur des cactus, parce que ces types de refuges permettent aux iguanes de se nourrir et de se prélasser sur la plante, en minimisant le risque de prédation.
L'existence de populations continentales et insulaires de cette espèce a été précieuse dans la fourniture aux biologistes de groupes de contrôle de l'évolution des populations insulaires et de leurs homologues continentaux. La sous-espèce de l'île San Esteban (C. h. conspicuosa) coexiste avec le grand Chuckwalla de San Esteban, contrairement aux prédictions de la théorie de la niche écologique. Les deux espèces se nourrissent des mêmes plantes dans le même habitat au même moment de la journée au cours de la même saison, sans qu'aucune espèce ne chasse l'autre.
On pense qu'il y a quelques milliers d'années les indiens Seri, qui habitent sur la péninsule de Basse-Californie et dans les îles environnantes, ont amené cette espèce du continent pour s'en nourrir. Cette théorie se base sur le fait que la zone de distribution sur le continent se termine à 115 km au sud de l'île de San Esteban. 

## Taxinomie
Ctenosaura hemilopha a été décrit par le zoologiste Edward Drinker Cope en 1863. 
Hobart Muir Smith en 1972 considère Ctenosaura hemilopha interrupta comme synonyme de Ctenosaura hemilopha hemilopha.
Les sous-espèces Ctenosaura hemilopha conspicuosa, Ctenosaura hemilopha macrolopha et Ctenosaura hemilopha nolascensis ont été élevées au rang d'espèces et Ctenosaura hemilopha insulana a été placé en synonymie avec Ctenosaura hemilopha par Larry Lee Grismer en 1999.

## Étymologie
Son nom d'espèce est une combinaison du mot grec hemisus (ήμισυς) qui signifie « moitié » et lophos (λοφος) qui signifie « crête » ou « panache » ; les deux font référence à sa courte crête d'épines, par rapport à d'autres espèces de son genre.
Le nom de genre, Ctenosaura, provient de deux mots grecs, cteno (Κτενός), qui signifie « peigne » (se référant à la forme de peigne des épines sur le dos du lézard et la queue), et Saura ('σαύρα), qui signifie « lézard ». 

## Publication originale
- Cope, 1864 "1863" : Descriptions of new American Squamata in the Museum of the Smtihsonian Institution. Proceedings of the Academy of Natural Sciences of Philadelphia, vol. 15, p. 100-106 (texte intégral).